# Karl W. Kamper
| Entdeckte Asteroiden: 3 | Entdeckte Asteroiden: 3 |
| ----------------------- | ----------------------- |
| (2104) Toronto          | 15. August 1963         |
| (5571) Lesliegreen      | 1. Juni 1978            |
| (30719) Isserstedt      | 13. September 1963      |
|                         |                         |

Karl Walter Kamper (* 20. April 1941 in Pittsburgh; † 2. Februar 1998) war ein US-amerikanischer Astronom und Asteroidenentdecker.
Sein Hauptarbeitsgebiet waren Astrometrie und Spektroskopie von visuellen und spektroskopischen Doppelsternen sowie die Messung der Eigenbewegung von Überresten der Supernova CAS A.
Von 1969 bis 1970 war er Mitarbeiter am Lick-Observatorium, wechselte von dort an das Van-Vleck-Observatorium und schließlich 1974 an das David Dunlap Observatory, wo er bis zu seinem Tod blieb.
Zwischen 1963 und 1978 entdeckte er insgesamt 3 Asteroiden.

## Externe Quellen
- Biographie von Karl W. Kamper (engl.)

| Personendaten    | Personendaten              |
| ---------------- | -------------------------- |
| NAME             | Kamper, Karl W.            |
| ALTERNATIVNAMEN  | Kamper, Karl Walter        |
| KURZBESCHREIBUNG | US-amerikanischer Astronom |
| GEBURTSDATUM     | 20. April 1941             |
| GEBURTSORT       | Pittsburgh                 |
| STERBEDATUM      | 2. Februar 1998            |